# Berdigestjach

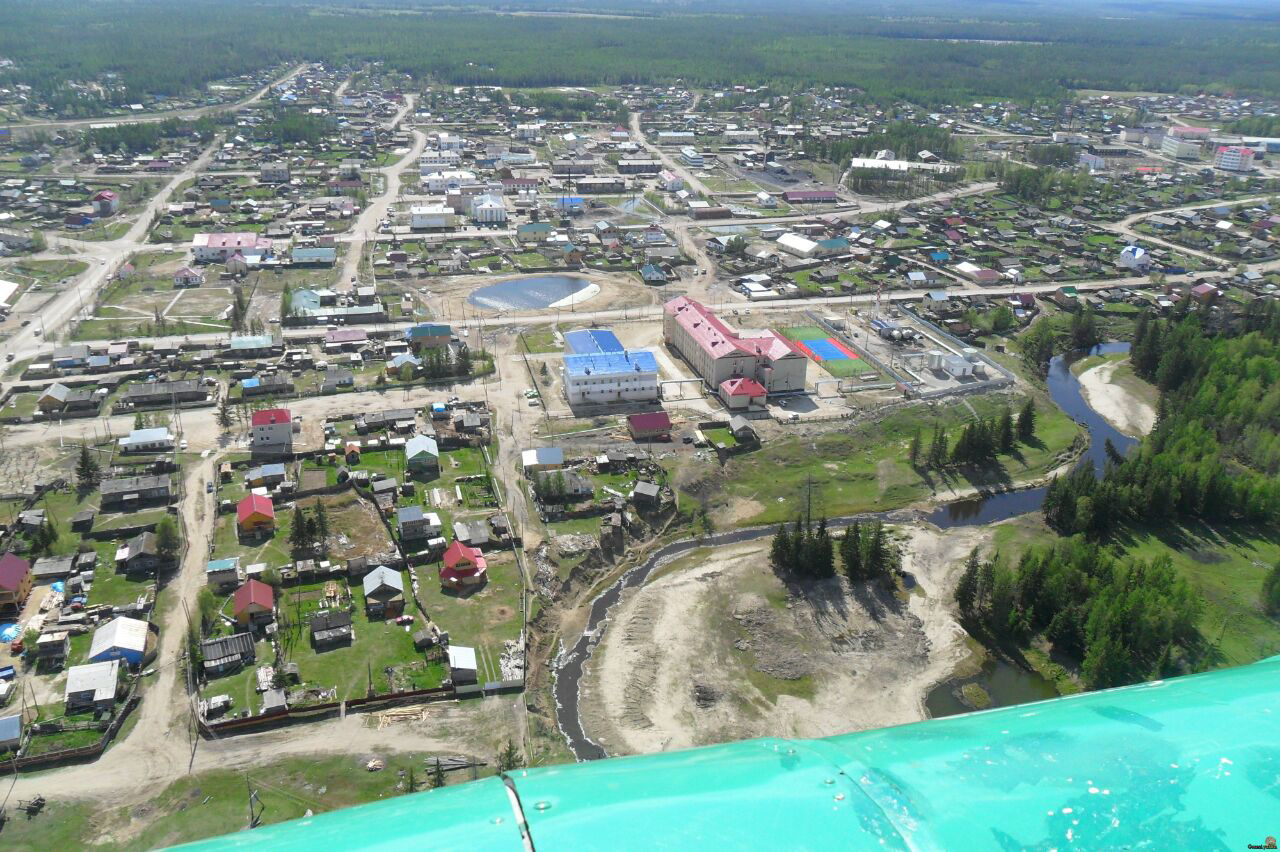
Berdigestjach (2015)

Berdigestjach (russisch Бердигестя́х; jakutisch Бэрдьигэстээх) ist ein Dorf (selo) in der Republik Sacha (Jakutien) in Russland mit 6462 Einwohnern (Stand 14. Oktober 2010).

## Geographie
Der Ort liegt gut 150 km Luftlinie westlich der Republikhauptstadt Jakutsk auf dem Lenaplateau an der Matta, einem linken Zufluss des Lena-Nebenflusses Sinjaja.
Berdigestjach ist Verwaltungszentrum des Ulus Gorny. Das Dorf ist Sitz  der Landgemeinde (selskoje posselenije) Berdigestjachski nasleg, zu der außerdem das 8 km südlich gelegene Dorf Mai gehört.

## Geschichte
Das Dorf wurde 1931 als Verwaltungssitz für den neu geschaffenen Gony ulus (Rajon) gegründet.

### Bevölkerungsentwicklung
| Jahr | Einwohner |
| ---- | --------- |
| 1939 | 456       |
| 1959 | 1665      |
| 1970 | 2968      |
| 1979 | 4004      |
| 1989 | 5030      |
| 2002 | 6149      |
| 2010 | 6462      |

Anmerkung: Volkszählungsdaten

## Verkehr
Berdigestjach liegt am östlichsten Teilstück des Abschnitts Mirny – Jakutsk der Fernstraße A331 Wiljui. Der kleine Flughafen östlich des Ortes (ICAO-Code UEEH) wird gegenwärtig nicht regulär angeflogen.